# Von Beruf Schriftsteller
Von Beruf Schriftsteller (jap. 職業としての小説家 shokugyo toshite no shosetsuka) ist ein Buch von Haruki Murakami. Es erschien erstmals 2015 auf Japanisch, 2016 auch in deutscher Übersetzung von Ursula Gräfe im DuMont Buchverlag.

## Inhalt
Haruki Murakami resümiert im Buch Von Beruf Schriftsteller seinen eigenen Werdegang. Er beginnt damit, wie er nach dem Ende seiner Universitätszeit eine eigene Jazz-Bar gründet und sich 1978 ein Baseballspiel ansieht. Während dieses Spiels entschließt er sich spontan, Schriftsteller zu werden, kauft sich nach dem Spiel Papier und einen Füllfederhalter und schreibt in den darauffolgenden Monaten seinen Erstlingsroman Wenn der Wind singt, der kurz nach seinem Erscheinen auch den Preis einer Literaturzeitschrift erhält.
Für Murakami ist der Zugang zur Schriftstellerei leichter als der zu anderen Künsten, allerdings gelingt es vielen Autoren nicht, sich am Buchmarkt zu etablieren. Auch schildert er sein ambivalentes Verhältnis zur japanischen literarischen Szene, insbesondere zur Jury des Akutagawa-Preises, die ihm anfangs nicht wohlwollend begegnet ist. Den Beginn seines literarischen Schaffens vergleicht er mit dem Aufkommen der Beach Boys und den Beatles in den 1960er Jahren. Beide hatten damals die Musikwelt revolutioniert.
Außerdem geht Murakami auf die Arbeit an seinen Romanen und Erzählungen ein und behauptet, dass sie vom Verfasser viel Disziplin abverlangen, da das Schreiben ein eher langweiliger Prozess ist und nicht jede Formulierung, für die der Autor viel Aufwand braucht, von den Lesern gewürdigt wird. Weiter hält er es für erforderlich, dass ein Schriftsteller selbst viel liest und auch literarische Werke übersetzen sollte, um seine Vorstellungskraft und Ausdrucksfähigkeit zu schulen. Zudem hält Murakami körperliche Aktivitäten für essentiell, um die eigene Kreativität zu fördern. Auch die Problematik vom Erfinden von Figuren und den Unterschieden zwischen Ich- und Er-Erzählung ist sich Murakami bewusst.
Kritisch äußert er sich über das japanische Schulsystem, das den Anforderungen des 21. Jahrhunderts nicht mehr gewachsen ist und stur auf Auswendiglernen und Konformität ausgerichtet ist. So hat sich Murakami sein Wissen über englischsprachige Literatur hauptsächlich autodidaktisch angeeignet, der schulische Englischunterricht hatte für ihn indessen wenig Nutzen. Als befruchtend für seine Karriere hält er zudem seine Aufenthalte in den USA, wo er sich auf dem amerikanischen Literaturmarkt etablieren konnte und sich so ein internationales Publikum erschloss. Dies hat dazu geführt, dass er auch in seinem Heimatland Japan mehr Anerkennung von den Kritikern bekam.

## Kritik
„In "Von Beruf Schriftsteller" lernt man einen zurückhaltenden Autor kennen, der einerseits immer wieder betont, dass nur die eigenen Maßstäbe zählen, andererseits aber bewusst im Unbestimmten lässt, was sie denn ausmacht. Verständlich: Da Murakami kein Anhänger der Genieästhetik ist, gäbe er damit zu viel handwerkliches preis, das Nachahmer auf den Plan riefe. So hat das Buch einen für ihn ungewohnt vagen Sound.“